# Jules Dassin
Julius Dassin, dit Jules Dassin, est un réalisateur, scénariste, producteur et acteur américain, né le 18 décembre 1911 à Middletown (Connecticut) et mort le 31 mars 2008 à Athènes. Il est ensuite devenu citoyen d'honneur de la Grèce.
Il est notamment connu pour son film américain Les Forbans de la nuit (1950) et son film français Du rififi chez les hommes (1955). 
Exilé en Europe à l'époque de la liste noire de Hollywood, il y rencontre l'actrice grecque Melina Mercouri, qu'il met en scène dans huit films, dont Jamais le dimanche (1960) ou Topkapi (1964), et qu'il épouse en secondes noces en 1966.
Par son premier mariage avec la violoniste Béatrice Launer, il est le père de trois enfants dont le chanteur Joe Dassin, qui fait l’essentiel de sa carrière en France.

## Biographie

### Origines familiales
Jules Dassin est un des huit enfants de Samuel Dassin (1887-1949), coiffeur juif émigré de Russie aux États-Unis, et de Berthe Vogel (1885-1949).
Le nom de Dassin est attribué à Samuel par le Service d'immigration à son arrivée aux États-Unis, faute d'avoir pu faire comprendre son véritable patronyme à l'employé : le nom de « Dassin » est simplement dérivé de celui d'Odessa, sa ville natale, où son propre père est perruquier au théâtre de ballet.

### Jeunesse
Bien que né dans le Connecticut, Jules grandit dans le quartier de Harlem à New York et fait ses études secondaires à la Morris High School dans le Bronx. 
En 1933, il épouse la violoniste hongroise Béatrice Launer, dont il a trois enfants : Joe (1938-1980), chanteur, Richelle dite « Rickie » (née en 1940), autrice-compositrice, et Julie (née en 1945), actrice.
Au cours des années 1930, il adhère au parti communiste, mais le quitte à la suite du pacte germano-soviétique (24 août 1939), qui précède d’une semaine le début de la Seconde Guerre mondiale. 
Il étudie l'art dramatique en Europe au milieu des années 1930[pas clair]. De retour à New York, il s'engage dans le Théâtre Yiddish, avant de commencer une carrière dans le cinéma en 1940.

### L'après-guerre: le maccarthysme et l'exil en Europe
Bien qu'il ait quitté le PC depuis 1939, lors de la « chasse aux sorcières » menée par le House Un-American Activities Committee (Commission des activités anti-américaines de la Chambre des représentants), à la fin des années 1940, il est dénoncé par Edward Dmytryk. Mais lui-même refuse de « donner des noms », de dénoncer qui que ce soit.
Inscrit sur la « liste noire », Jules Dassin s'exile en Europe en 1949. À Londres, il tourne encore un film américain, Les Forbans de la nuit, dont Darryl F. Zanuck lui avait confié la réalisation juste avant sa convocation devant la commission. Il est alors annoncé aux producteurs européens que les films de Jules Dassin ne pourront être distribués aux États-Unis. Sa carrière américaine s’arrête.

### L'installation en Grèce
En mai 1954, il rencontre Melina Mercouri au cours du festival de Cannes, à un moment où il découvre les œuvres de Níkos Kazantzákis. Ces deux événements le lient définitivement à la Grèce. Il divorce de Béatrice Launer en 1962 et épouse Melina Mercouri en 1966. 
Le couple doit quitter la Grèce à la suite du coup d'État des colonels (1967). En 1970, ils sont accusés d'avoir financé une tentative de renversement de la dictature. Ces charges sont rapidement abandonnées.

## Carrière cinématographique
Jules Dassin considérait qu'il avait eu trois carrières cinématographiques : 
- une période d'apprentissage lorsqu'il tournait des séries B à Hollywood,
- une en Europe où il chercha surtout à tourner[pas clair]
- une en Grèce, celle de sa maturité[6].

### Carrière à Hollywood
Il arrive au cinéma par la mise en scène théâtrale. 
En 1940, il est engagé comme stagiaire par la RKO après avoir monté une pièce à New York. Il est assistant d'Alfred Hitchcock sur le tournage du film Joies matrimoniales. La technique et la direction d'acteur d'Hitchcock l'impressionnent durablement. Non retenu par la RKO, il réalise un court métrage pour la MGM. D'abord refusé, Le Cœur révélateur, d'après une nouvelle de Poe, rencontre un vif succès qui surprend le réalisateur. Lui-même juge ce premier essai « très avant-garde et surtout très mauvais ». À l'inverse, il considère son deuxième long métrage Les Amours de Marthe, dont le coût n’excède pas 200 000 $, comme son meilleur film.
Pour la MGM, il fait des travaux de commande, comme Quelque part en France, avec John Wayne et Joan Crawford. Il rejoint alors les studios Universal pour qui il tourne Les Démons de la liberté, avec Burt Lancaster, puis La Cité sans voiles. Mais, le premier est jugé trop violent et le second déplaît aussi au studio. Les deux films sont coupés et remontés. Jules Dassin se sent trahi et quitte Universal. Pour la Fox, il réalise Les Bas-fonds de Frisco, sur un scénario de l'auteur engagé à gauche, Bedderides.
Ses films noirs mêlent « documentaire et lyrisme ». Jules Dassin considère que c’est « [s]a pauvre recherche de la vérité, limitée par des séries noires ».

### Carrière en France
Après Les Forbans de la nuit, ce n'est qu'en 1955 qu'il peut reprendre la réalisation, avec un film noir, Du rififi chez les hommes, qui lui vaut le prix de la mise en scène au Festival de Cannes. Il apparaît lui-même dans le film, dans le rôle d'un perceur de coffre-fort milanais, sous le pseudonyme de Perlo Vita.
En 1962, alors qu’il est installé en Grèce, il vient à Paris mettre en scène Flora de Fabio Mauri et Franco Brusati au théâtre des Variétés .

### Carrière en Grèce
En 1956, il tourne en Grèce Celui qui doit mourir d'après le roman Le Christ recrucifié de Níkos Kazantzákis, avec Melina Mercouri, Pierre Vaneck et son fils Joe Dassin. 
Il retourne un moment à Londres, où il collabore avec Joseph Losey sur Temps sans pitié et L'Enquête de l'inspecteur Morgan.
De retour en Grèce, il tourne en 1959 avec Melina Mercouri un de ses plus grands succès, Jamais le dimanche, dont il signe aussi le scénario. Il y interprète le rôle d'un jeune philhellène, Homer Thrace, né à Middletown dans le Connecticut, qui tente de faire rentrer dans le droit chemin une prostituée, Ilya. Le mélange de la modernité en marche dans un Pirée en mutation et d'éléments folkloriques fait le succès du film, en Grèce et dans le monde. Melina Mercouri remporte le prix d'interprétation féminine au Festival de Cannes en 1960 et la célèbre musique de Mános Hadjidákis, notamment la chanson Les Enfants du Pirée, remportent l'Oscar de la meilleure musique de film en 1961. Jules Dassin est aussi nommé dans les catégories « meilleur réalisateur » et « meilleur scénario ».
En 1968, Point noir (Uptight) est un remake du Mouchard de John Ford. C'est aussi son premier film tourné aux États-Unis depuis qu'il a dû s'exiler en 1949.
Son Phaedra, sur un scénario de Marguerite Liberaki, transpose la tragédie dans la Grèce contemporaine, dans un milieu de riches armateurs. The Rehearsal de 1974 est une reconstitution de la révolte des étudiants de Polytechnique à la fin de la dictature des colonels, le 17 novembre 1973. Le film est surtout destiné au public étranger.
Cri de femmes (1978) est encore une réflexion sur la mythologie grecque, la Grèce contemporaine et aussi la mise en scène : une actrice devant interpréter Médée sur scène rend visite en prison à une Américaine qui, pour venger son honneur, a tué ses trois enfants.
Il recommence aussi à mettre en scène au théâtre. En 1967, il monte à Broadway, Ilya Darling, une adaptation de Jamais le dimanche, encore avec Melina Mercouri dans le rôle principal. 
Près de la fin de sa vie, il monte à Athènes L'Opéra de quat'sous.

## Engagement politique
Politiquement engagés à gauche, Jules Dassin et Melina Mercouri quittent la Grèce lors de la dictature des colonels et se réfugient à Paris. 
Au rétablissement de la démocratie, Melina Mercouri, devenue ministre de la Culture, demande le retour des marbres du Parthénon connus sous le nom des marbres d'Elgin, exposés au British Museum de Londres. 
Jules Dassin participe à ce combat. Il devient, après la mort de son épouse, président de la fondation Melina-Mercouri, qui travaille au rapatriement des marbres en Grèce.

## Filmographie
- 1941 : Le Cœur révélateur (The Tell-Tale Heart), court métrage
- 1942 : Nazi Agent
- 1942 : Les Amours de Marthe (The Affairs of Martha)
- 1942 : Quelque part en France (Reunion in France)
- 1943 : Young Ideas
- 1944 : Le Fantôme de Canterville (The Canterville Ghost)
- 1946 : Une lettre pour Evie (A Letter for Evie)
- 1946 : Two Smart People
- 1947 : Les Démons de la liberté (Brute Force)
- 1948 : La Cité sans voiles (The Naked City)
- 1949 : Les Bas-fonds de Frisco (Thieves Highway)
- 1950 : Les Forbans de la nuit (Night and the City)
- 1955 : Du rififi chez les hommes
- 1957 : Celui qui doit mourir (Ο Χριστός ξανασταυρώνεται)
- 1958 : La Loi (La Legge)
- 1960 : Jamais le dimanche (Never on Sunday, Pote tin Kyriaki, Ποτέ την Κυριακή)
- 1962 : Phaedra
- 1964 : Topkapi
- 1966 : Dix Heures et demie du soir en été (10.30 P.M. Summer)
- 1968 : Comme un éclair (Hamilchama al hashalom), documentaire
- 1968 : Point noir (Up Tight)
- 1970 : La Promesse de l'aube (Promise at Dawn)
- 1974 : The Rehearsal
- 1978 : Cri de femmes (A Dream of Passion, Κραυγή γυναικών)
- 1980 : Les Âges du cœur (Circle of Two)